# Цеста дуга годину дана
Цеста дуга годину дана је југословенски филм из 1958. године.

## Радња
Иако нема дозволу, Емил Козма из изолованог планинског села у општини Загора покреће иницијативу за изградњу пута до главног пута према граду. Поступно му се придружују и други сељаци, претпостављајући да је у питању државна иницијатива и да ће моћи сада добити кредит за подмирење најнужнијих животних потреба. Кад се открије да је Емил предузео радове на своју руку, прекасно је зауставити пројект који би могао читаво место повезати са светом.

## Улоге
| Глумац               | Улога             |
| -------------------- | ----------------- |
| Берт Сотлар          | Емил Козма        |
| Силвана Пампанини    | Катарина          |
| Аугуст Чилић         | Ђед Грегорије     |
| Ивица Пајер          | Лоренцо           |
| Миливоје Живановић   | Учитељ            |
| Гордана Милетић      | Ангела            |
| Антун Врдољак        | Бернард           |
| Бранко Татић         | Антонио           |
| Хермина Пипинић      | Агнеза            |
| Нада Шкрињар         | Матилда           |
| Петар Спајић Суљо    | Донато            |
| Никша Стефанини      | Давид             |
| Радојко Јежић        | Начелник          |
| Александар Стојковић | Сеоски трговац    |
| Људевит Галић        | Редар / Полицајац |
| Тихомир Поланец      |                   |
| Рикард Брзеска       |                   |